# Joan V d'Harcourt
Joan V d'Harcourt i III d'Aumale (executat l'abril de 1356), va ser comte d'Aumale, i després segon comte d'Harcourt, vescomte de Châtellerault i senyor d'Aarschot al Ducat de Brabant.

## Biografia
Joan V d'Harcourt era el fill de Joan IV d'Harcourt, mort a Crécy, i el nebot del fogós Geoffroy d'Harcourt, mariscal d'Anglaterra.
D'acord amb el seu alt naixement i del seu parentiu amb la família reial, el rei de França li va donar la qualitat de el seu estimat i fidel cosí. És de vegades igualment qualificat de noble i poderós príncep.
Valerós cavaller, Joan V d'Harcourt, en principi conegut sota el títol de comte d'Aumale, fou capità de Granville i participa en la batalla de Crécy (1346) on fou molt greument ferit, mentre que el seu pare hi troba la mort i el seu oncle Geoffroy d'Harcourt va combatre al capdavant de les tropes angleses.
El seu caràcter criticaire el porta llavors a unir-se al partit del seu cosí El rei de Navarra, dit Carles el Dolent, comte d'Evreux i aspirant al tron de França. Aquest va rebre llavors el suport de la noblesa normanda al primer rang de la qual es trobaven els Harcourt.
En el moment de la convocatòria dels Estats normands a Vaudreuil (febrer de 1356) protesta en nom de les llibertats normandes contra les noves contribucions demanades pel rei de França, Joan II, per finançar la guerra contra els anglesos i el desafia exclamant: «per la sang de Déu! Aquest rei és un mal home. No és un bon rei. I verdaderament, em guardaré d'ell!».

### Detenció pel rei en el moment del banquet de Rouen

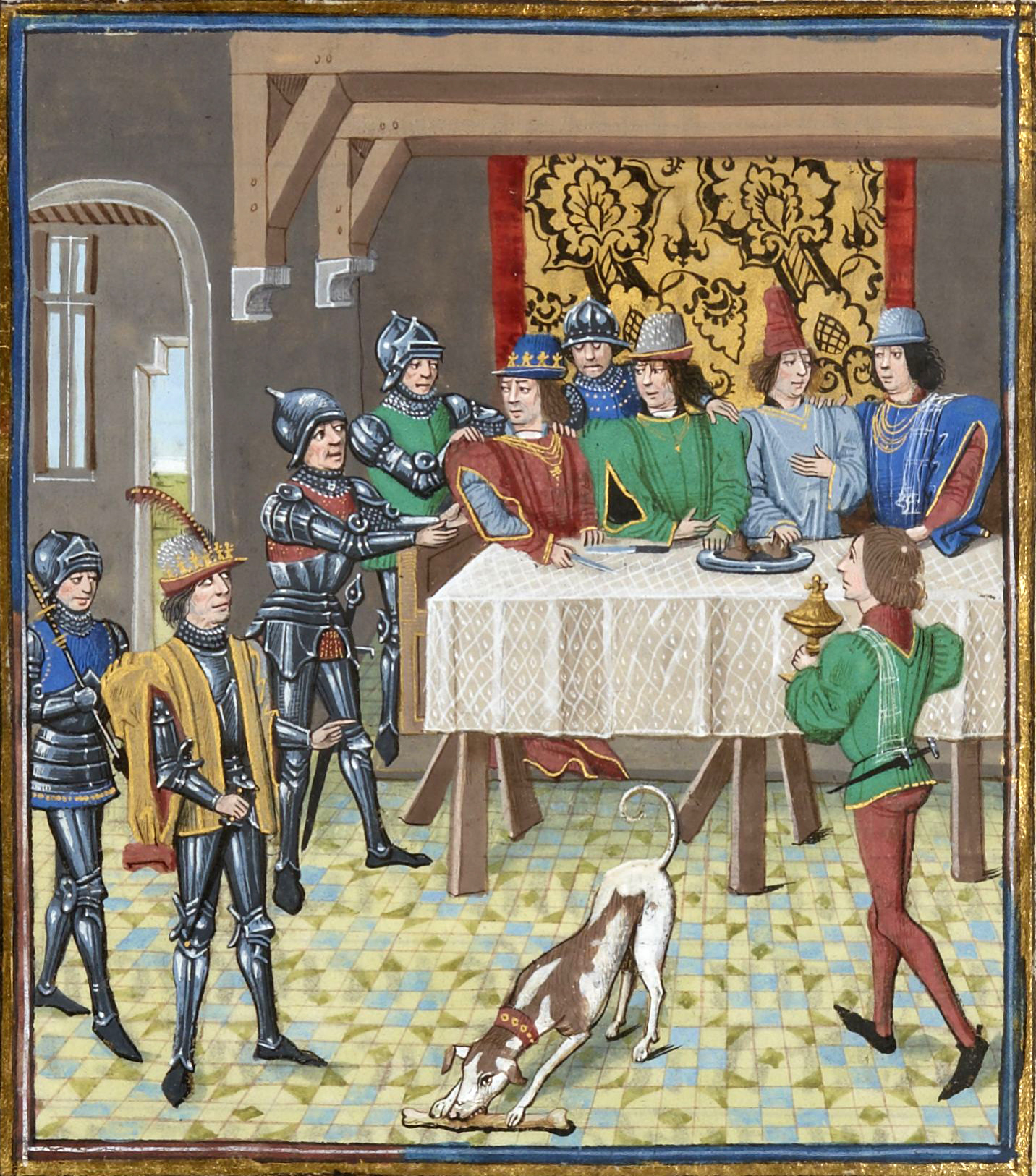
Detenció del rei de Navarra i del comte d'Harcourt en el moment del banquet de Rouen

Joan II de França fou advertit dels projectes de repartiment del país, i va ordenar l'arrest de Carles el Dolent i dels anglesos a Avinyó, i es va decidir a posar-lo fora d'estat d'inquietar-lo.

El 5 d'abril de 1356, el delfí i duc de Normandie, futur Carles V de França, havia convidat al seu castell de Rouen tota la noblesa de la província, començant pel comte d'Évreux, Carles el Dolent i el comte d'Harcourt que van agafar el seu lloc a la taula d'honor. La festa estava al seu ple quan va sorgir Joan II el Bo, amb casc i espasa a la mà, que es va apoderar de Carles el Dolent udolant: 
| « | Que cap no es mogui si no vol ser mort per aquesta espasa! | » |

 Al seu costat, el seu germà Felip d'Orleans, el seu fill segon Lluís d'Anjou i els seus cosins d'Artois formaven una escorta amenaçadora. A l'exterior, un centenar de cavallers en armes tenien el castell. Joan el Bo es va dirigir cap a la taula d'honor, va agafar al rei de Navarra pel coll i l'arrenca violentament de la seva seu udolant: 
| « | Traïdor, no ets digne d'asseure't a la taula del meu fill! | » |

 Colin Doblet, escuder de Carles el Dolent, va treure llavors el seu ganivet per protegir el seu amo, i amenaça el sobirà. És de seguida aprehès per l'escorta reial que s'apodera igualment del navarrès. Excedit pels complots del seu cosí amb els anglesos, el rei va deixar anar la seva còlera que covava des de la mort, el gener 1354, del seu favorit el conestable Carles de la Cerda, encara que el Tractat de Mantes havia saldat l'assumpte el 22 de febrer de 1354.
Malgrat les súpliques del delfí que, de genolls, implorava no deshonrar-lo així, el rei es gira cap a Joan V d'Harcourt, incansable defensor de les llibertats normandes, però que s'havia barrejat en els complots del rei de Navarra i era present en el moment de l'assassinat del conestable Carles de la Cerda. Li etziba un violent cop de massa d'armes sobre l'espatlla abans d'ordenar la seva detenció.

### Execució del comte d'Harcourt
El rei Joan II va renunciar a fer executar el rei de Navarra, però va condemnar a mort, sense cap forma de procés i sense fins i tot atorgar-los el dret de rebre els sagraments de l'Església, Joan V d'Harcourt i tres dels seus companys. El rei no va voler perdre temps, ja que, com que els ruenesos «estimaven molt» el comte d'Harcourt, temia aixecaments. El vespre mateix doncs, el comte d'Harcourt i tres dels seus companys, del qual l'escuder Doublet, foren conduïts al lloc dit del Camp del Perdó, al costat de Rouen. Sobre ordre del rei, que ordena « fer entregar aquests traïdors » i, malgrat les noves imploracions del delfí, el botxí, un criminal alliberat per a la circumstància que va guanyar així la seva gràcia, els va tallar el cap. Els seus cossos foren llavors exposats a la forca de Rouen. Més tard, el cos del comte d'Harcourt va ser agafat pels seus parents i va ser inhumat a l'església del priorat Notre-Dame del Parc, prop del castell d'Harcourt (Eure).
Des de l'endemà, el rei envia el batlle de Rouen amb 50 homes d'armes, 25 ballesters i diversos oficials per sotmetre el castell d'Harcourt.
Aquest episodi obac, que ha marcat els esperits medievals, ha estat objecte de nombrosos relats i es narra de manera novel·lada per Maurice Druon en un capítol de Les Rois maudits.

### Conseqüències de l'execució
A curt termini, aquesta execució sumària provoca la còlera de Geoffroy d'Harcourt que, a petició de Felip de Navarra, germà de Carles el Dolent, entra de nou en rebel·lió oberta contra el rei de França i es gira cap a Eduard III d'Anglaterra. L'oncle de Joan V d'Harcourt va reconèixer llavors els drets del rei d'Anglaterra sobre França i el ducat de Normandia, li jura obediència i li llega tots els béns que posseeix a Normandia per cartes del 18 de juliol 1356.
Eduard III d'Anglaterra aprofita la situació per desembarcar al Cotentin el 18 de juny de 1356 i reprendre les hostilitats que van portar a la captura de Joan II de França a Poitiers, el 19 de setembre de 1356.

### Rehabilitació del comte d'Harcourt
El delfí, futur Carles V de França, fou llavors regent del regne. El 3 de desembre de 1357 segella un acord de reconciliació amb Carles el Dolent que implicava la rehabilitació de Joan V d'Harcourt i de les tres altres víctimes del Camp del Perdó. Aquesta rehabilitació es manifesta de manera espectacular el 10 i l'11 de gener de 1358 per una processó a través dels carrers de Rouen conduïda pel rei de Navarra que cavalcava darrere el cadafal del comte d'Harcourt. « Un gran nombre de nobles, de poble i de burgesos de Rouen » ajudaren aquest funeral solemne.
Conscient del caràcter injust, maldestre i impopular de l'execució de Joan V d'Harcourt pel seu pare, el delfí Carles restitueix en el mateix moment a Joan VI Harcourt, fill gran de Joan V, el comtat d'Harcourt així com les terres confiscades pel rei.
Poc després de la pau de Pontoise (21 d'agost de 1359), preocupat per aconseguir el suport de l'hereu de la més poderosa dinastia normanda, el delfí va organitzar fins i tot el matrimoni del jove comte Joan VI d'Harcourt amb la seva pròpia cunyada, Caterina de Borbó, i li atorga cartes de remissió (octubre de 1359) esborrant així el record del Camp del Perdó.

## Descendència
Joan V d'Harcourt s'havia casat amb Blanca d'Aumale, comtessa d'Aumale, princesa del Regne de Castella, filla de Joan II de Castella-Aumale, comte d'Aumale, i de Caterina d'Artois, princesa de la sang de França, del qual va tenir:
- Joan VI d'Harcourt, comte d'Harcourt i d'Aumale, membre del consell de regència, cunyat del rei Carles V de França
- Jaume I d'Harcourt (1350-1405), baró de Montgommery, conseller i camarlenc del rei Carles VI de França, origen de la branca de Montgommery
- Felip d'Harcourt (1354-1426), baró de Bonnétable, camarlenc del rei Carles VI de França, autor de les dues branques franceses subsistents de la casa d'Harcourt: Olonde i Beuvron